# Гейнріх Марк
Гейнріх Марк (ест. Heinrich Mark; нар. 1 жовтня 1911, Караскі, Киллесте, Російська імперія — пом. 2 серпня 2004, Стокгольм, Швеція) — естонський державний та політичний діяч, виконувач обов'язків прем'єр-міністра Естонії (8 травня 1971-1 березня 1990),  прем'єр-міністр Естонії c повноваженнями президента (1 березня 1990-6 жовтня 1992). Почесний член Естонського літературного товариства, почесний доктор юридичних наук Тартуського університету (1998).

## Життєпис
Закінчив початкову школу у рідному селі (1920-1924) та у Кроотусе (1924-1926), Тартуську вчительську семінарію (1926-1930), та правничий факультет Тартуського університету (1933-1938).
Працював вчителем початкової школи у Таллінні (1933-1938, 1940-1941, 1941-1942). 
Гейнріх Марк у 1939 році був обраний міським радником Тарту.
У 1940 році помічник адвоката у Тарту та секретар Тартуського університету.
Балотувався у Рійґікоґ від опозиційного Союзу трудового народу Естонії у 1940 році, але згодом був викреслений зі списку кандидатів.
У 1943 році емігрував до Фінляндії, де був одним з організаторів Естонського Бюро, помічником головного редактора газети «Malevlane». Через рік переїхав у Швеції, де оселився у Стокгольмі. У Швеції був асистентом Державної Комісії у справах іноземців. 
Гейнріх Марк у 1945-1956 роках був головою робочої групи що опікувалася школами Комітету Естонії. 
У період 1953-1971 роках був державним секретарем, а у 1971-1990 — заступником прем'єр-міністра та міністром військових справ у Естонському уряді у вигнанні.
З 1954-1975 рік — керівник бюро і помічник голови Комітету Естонії, в 1975-1982 голова, з 1982 року почесний голова Комітету Естонії. 
У 1951-1979 роках Гейнріх Марк генеральний секретар Національної ради Естонії. 
Уряд Естонської Республіки у вигнанні діяв до 7 жовтня 1992, коли Гейнріх Марк оголосив обраному Рійґікоґу про складання з себе повноважень.
Помер у Стокгольмі. Його прах був спалений, а попіл розвіяний над цвинтарем Скуґсчюркоґорден у Стокгольмі.

## Вшанування пам'яті
30 вересня 2011 року випущена поштова марка «Heinrich Mark 100», як частина серії марок «Очільники Естонської Республіка у 1918-2018».